# Zeiraphera canadensis
Zeiraphera canadensis is een vlinder uit de familie van de bladrollers (Tortricidae). De wetenschappelijke naam van de soort is voor het eerst geldig gepubliceerd in 1966 door Mutuura & Freeman.